# Xylobium subintegrum
Xylobium subintegrum är en orkidéart som beskrevs av Charles Schweinfurth. Xylobium subintegrum ingår i släktet Xylobium och familjen orkidéer. Inga underarter finns listade i Catalogue of Life.